# Massimo Massimi
Massimo Massimi (ur. 10 kwietnia 1877 w Rzymie, zm. 6 marca 1954 tamże) – włoski duchowny katolicki, prawnik, wysoki urzędnik Kurii Rzymskiej, kardynał.

## Życiorys
Był synem prawnika. Ukończył Pontyfikalne Seminarium w Rzymie (zakończone doktoratami z teologii i prawa kanonicznego). Wraz z nim kształcił się wówczas Eugenio Pacelli, przyszły papież Pius XII. Ukończył również Uniwersytet Rzymski, tam uzyskał doktorat z prawa cywilnego. Święcenia kapłańskie otrzymał 14 kwietnia 1900 w bazylice laterańskiej z rąk arcybiskupa Giuseppe Ceppetelli, wiceregenta Rzymu. W latach kolejnych pracował duszpastersko w Rzymie, będąc jednocześnie wykładowcą w Ateneum "S. Apolinare". Od 1908 pracował w Rocie Rzymskiej, początkowo jako promotor sprawiedliwości, a następnie audytor. W 1924 został prodziekanem, a dwa lata później, 1 maja 1926, dziekanem Roty Rzymskiej.
Na konsystorzu z grudnia 1935 otrzymał godność kardynalską. Nie był z tego powodu zadowolony. Znana była bowiem jego pogarda dla wszelkich zaszczytów. W odpowiedzi na nominację przesłał papieżowi list niemal lekceważący. W roku następnym został przewodniczącym Komisji ds. Autentycznej Interpretacji Kodeksu Prawa Kanonicznego. Od 29 maja 1946 do śmierci był prefektem Sygnatury Apostolskiej. W 1946 jego diakonia została podniesiona pro illa vice doi tytułu kościoła prezbiterialnego. Brał udział w konklawe 1939. Nigdy nie przyjął święceń biskupich.